# Nis Hinricksen

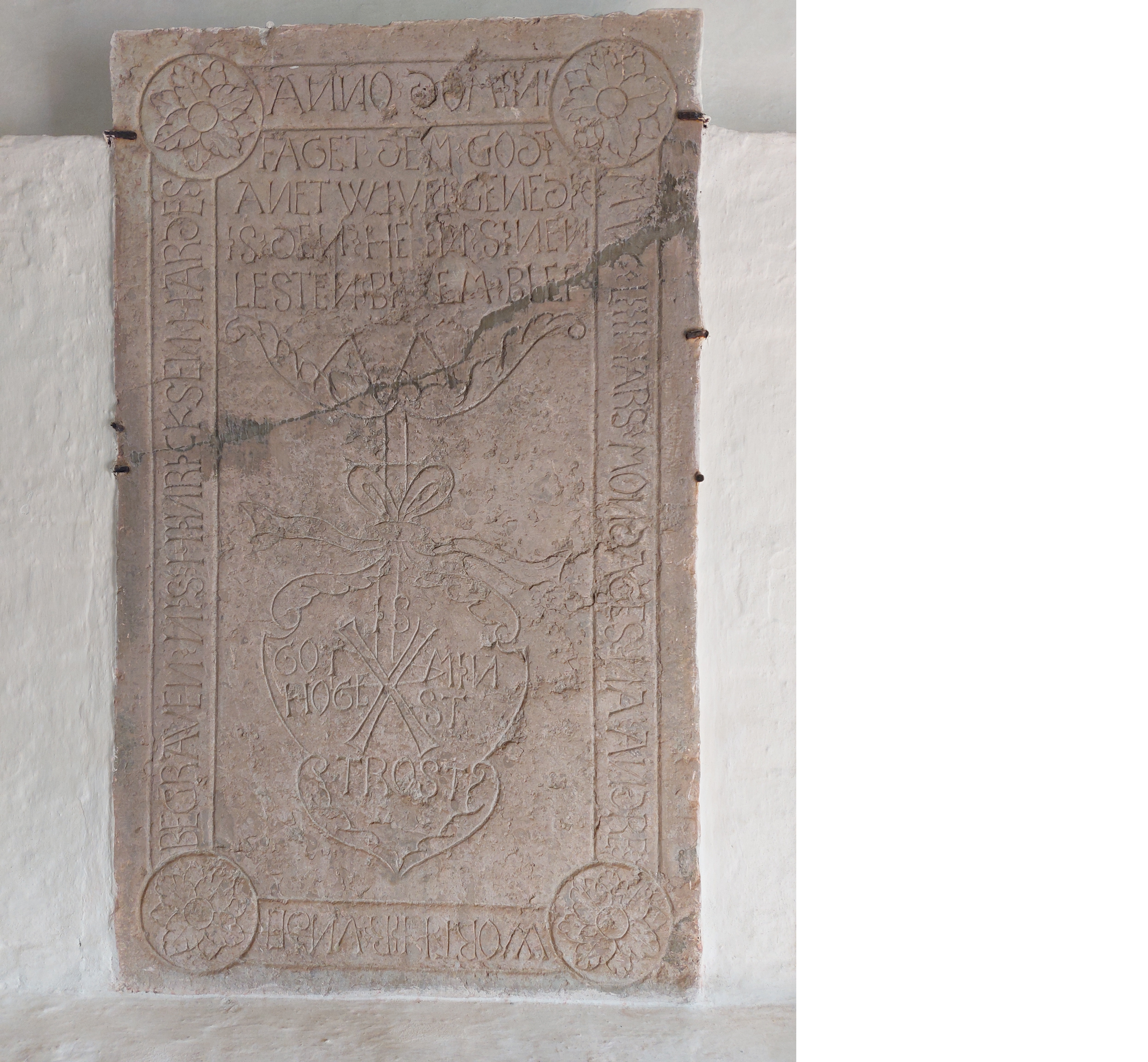
Grabplatte von Nis Hinricksen in der Bylderuper Kirche, Dänemark

Nis Hinricksen (auch: Nis Henriksen, Nis Hinrichsen, Nis Hinriksen, Nis Hansen; * ca. 1478 in Hajstrup; † 3. Dezember 1554 in Bylderup) war von 1519 bis 1554 der sagenumwobene Hardesvogt der Schluxharde.

## Leben
Hinricksen wurde bekannt, da er sich als Schiedsmann auf einer großen Versammlung in seiner Harde zwischen den Anhängern von König Christian II. von Dänemark und seinem deutlich jüngeren Bruder Friedrich I. von Schleswig-Holstein als König von Dänemark (und Norwegen) entscheiden musste. Er entschied sich für Friedrich I., der kurz darauf König von Dänemark wurde und Christian II. ins Exil schickte. Die Entscheidung bahnte sich wohl bereits länger an und Nis Hinricksen wurde als ältester Hardesvogt, dem als Hardesvogt auch das Gerichtsamt zukam, ausgewählt, ein Urteil zwischen den verfeindeten Parteien zu sprechen. Dabei wurde ein Thing (Versammlung) in Urnehöved vorbereitet, zu dem beide Parteien erscheinen sollten. Es wird berichtet, dass Nis Hinricksen sich dafür gut vorbereitete: Er trainierte wohl sein milchweißes Pferd zur Höchstform im Rennen und Springen, „daß keines ihm an Kraft und Schnelle gleich kam“. Außerdem kaufte er sich einen dicken roten Filzmantel.
Als der Tag kam, waren einerseits die Bauern, die sich hinter Christian II. stellten, und andererseits die schleswig-holsteinischen Ritter und Gutsbesitzer, die hinter Friedrich I. versammelt waren. Als Schleswig-Holsteiner ist der Satz überliefert: „Des Landes Leute haltens mit dem Landeskinde.“ Damit sprach er sich für Friedrich I. aus, der in Gottorf residierte. Da er wusste, dass die Partei, gegen die er sich entschied, Pfeile schießen und ihn verfolgen würde, gab er seinem Pferd die Sporen und verließ den Thingplatz mit seinem trainierten Pferd im dicken roten Mantel, übersprang Hindernisse und versteckte sich letztendlich im Wald, bis er sich wieder heraus trauen konnte. Sein roter Mantel mit etlichen Pfeilen darin hing noch für Jahrhunderte in der Bylderuper Kirche. „Noch im Jahr 1786 hing der Mantel da, fiel aber endlich ganz vermodert herunter und ward mit dem Schutte hinaus gefegt.“
Friedrich I. belohnte ihn aus Dankbarkeit später mit dem Kammergut Hajstruphof.

## Familie
Nis Hinricksen stammte selbst wohl auch aus einer dänischen Adelsfamilie (Staverskov). Seine Eltern waren Henrik Pedersen (* ca. 1454; † ca. 1509) und Ellen. Zu seinen Nachfahren gehören viele prominente und einflussreiche Schleswig-Holsteiner, zum Beispiel Andreas Ambders, der später selbst Pastor in Bylderup war. Auch Nis Hinricksens Grabplatte ist dort noch erhalten.